# Ernst Christian August von Gersdorff
Pour les autres membres de la famille, voir Gersdorff.
Ernst-Christian-August, baron von Gersdorff (23 novembre 1781, Herrnhut - 19 octobre 1852, Weimar), est un diplomate et homme d'État saxon.

## Biographie
Il suit ses étudies classiques et de droit à l'université de Leipzig, puis à Wittemberg. Il doit néanmoins quitter ses études au bout de trois ans à la suite d'un duel.
En 1807, Gersdorff est nommé assesseur, et en 1810, il est nommé, par décret du duc Charles-Auguste de Saxe-Weimar-Eisenach, assistenzrat secret dans le "Consilium Secret", l'organe consultatif du duc.
Vice-président du Collège du paysage en 1812, il a été confié à un bureau financier important. Il a ensuite été nommé au poste de président du Collège de la Chambre.
Après avoir fait ses preuves à la tête d'administration d'État, Gersdorff rentra dans le domaine de la diplomatie européenne. À la place de Johann Wolfgang von Goethe, qui ne souhaitait pas participer au congrès de Vienne en raison de son âge avancé, le duc confia à Gersdorff, alors âgé de 32 ans, la direction de la délégation de Saxe-Weimar-Eisenach.
Après huit jours de voyage, la délégation arrive le 15 septembre 1814 à Vienne, où ils doivent rester pendant un an. Pour Gersdorff, il s'agit du moment où il s'est entretenu avec les plus célèbres hommes d'État de son temps, et a influencé sa pensée politique. En dépit de son lourd objet en tant que représentant d'un petit pays, il a reçu beaucoup d'attention, par son apparence courtoise, pour les intérêts de son pays. Il a réussi à faire passer une représentation du petit prince auprès des ambassadeurs prussiens Heinrich Friedrich Karl vom Stein, Karl August von Hardenberg et Wilhelm von Humboldt.
Les négociations s'avèrent être un succès le duché de Saxe-Weimar-Eisenach. À la suite des accords de Vienne, le duché a vu une zone de croissance importante et devient un grand-duché. En signe de gratitude, Gersdorff a été nommé au Conseil privé.
En 1816, Gersdorff épouse en secondes noces la comtesse Rabe von Pappenheim (1788-1844), une jeune veuve. Diana, fille du comte Godefroy Waldner de Freundstein, était en 1804 demoiselle d'honneur de la grande-duchesse Maria Pavlovna qui avait épousé peu de temps avant le grand-duc héritier Charles-Frédéric. Diana avait épousé en premières noces le chambellan Wilhelm Maximilian Rabe von Pappenheim (de) (1764-1815), maître de cérémonie de Jérôme Bonaparte, dont Diana devint la maîtresse et dont elle eut deux filles (Pauline et Jenny von Pappenheim).
Après la mort du grand-duc Charles-Auguste, Gersdorff est inclus par le nouveau grand-duc dans le nouveau gouvernement en tant que ministre et chef du département des finances. Le 26 mars 1832, il a servi comme ministre d'État à l'enterrement de Johann Wolfgang von Goethe, au nom du Grand-duc. Il conserva ses fonctions jusqu'en 1848.